# Klaus Herm
Klaus Herm (Berlino, 13 gennaio 1925 – Berlino, 24 maggio 2014) è stato un attore tedesco, attivo principalmente in campo televisivo e teatrale.
Complessivamente, tra cinema e televisione, ha partecipato ad una settantina di diverse produzioni, a partire dalla metà degli anni cinquanta.
Tra i suoi ruoli principali figura quello di Konrad Hellmann nella serie televisiva Un caso per Schwarz (Schwarz greift ein, 1994-1999).  È inoltre un volto noto al pubblico per essere apparso in vari episodi della serie televisiva L'ispettore Derrick.

## Filmografia parziale

### Cinema
- Der Froschkönig (1954) - ruolo: Page Peter
- Allegri prigionieri (Heldentum nach Ladenschluß, 1955) - Paul Bauer
- Scala - total verrückt (1958) - elettricista
- Es war mir ein Vergnügen (1963)
- Das Traumhaus (1980)
- Meine Tochter gehört mir (1992)
- Die große Operation (2001)
- Dufte (2006)
- Sohnemänner (2011) - Wilm
- Zettl (2012)

### Televisione
- Die Pariser Komödie - film TV (1961) - ruolo: Warren Harding Hannaberry
- Nur Fleisch - film TV (1962) - Jim
- Meine Frau Susanne - serie TV, 1 episodio (1963)
- Der Versager - film TV (1969)
- Eli - film TV (1970)
- Hamburg Transit - serie TV, 1 episodio (1973)
- Tatort  - serie TV, 1 episodio (1974) - Kunach
- Der Kommissar - serie TV, 1 episodio (1974)
- Der kleine Doktor - serie TV, 3 episodi (1974) - Commissario Lucas
- Block 7 - serie TV (1976)
- Aus nichtigem Anlaß - film TV (1976) - Hoppe
- Tatort - serie TV, 1 episodio (1977) - Erwin Seifert
- L'ispettore Derrick - serie TV, episodio Un caffè da Beate", regia di Alfred Vohrer (1978) - Sig. Pacha
- Tatort - serie TV, 1 episodio (1978) - Johannes Hees
- Der Führerschein - film TV (1979) - Heinz Riehl
- Tatort - serie TV, 1 episodio (1979) - Commissari Hinze
- Ein Kapitel für sich - miniserie TV (1979)
- Der Urlaub - film TV (1980)
- L'ispettore Derrick - serie TV, episodio "Identikit di un assassino", regia di Helmuth Ashley (1981) - Gustav Grabbe/Josef Grabbe
- Tod eines Schülers - miniserie TV (1981) - insegnante
- Das Haus im Park - film TV (1981) - commissario
- L'ispettore Derrick - serie TV, episodio "Viaggio a Lindau", regia di Alfred Vohrer (1982) - Sig. Wörner
- Polizeiinspektion 1 - serie TV, 1 episodio (1983)
- L'ispettore Derrick - serie TV, episodio "Chi ha ucciso l'avvocato Prestel?", regia di Zbyněk Brynych (1984) - Sig. Soskind
- Eine Klasse für sich - Geschichten aus einem Internat - serie TV (1984)
- La clinica della Foresta Nera (Die Schwarzwaldklinik) - serie TV, 1 episodio (1985) - reporter Ivo Schultze
- Bankgeheimnisse - film TV (1986)
- L'ispettore Derrick - serie TV, episodio "Il testimone oculare", regia di Theodor Grädler (1986) - Erich Schuster
- L'ispettore Derrick - serie TV, episodio " L'ultima volta di Koldau", regia di Franz-Peter Wirth (1987) - Emil Miele
- Il commissario Kress (Der Alte) - serie TV, 1 episodio (1988) - Knut Plonzeff
- Das Traumauto - film TV (1988) - Schorsch
- Aufs Ganze - film TV (1989) -  Schorsch
- L'ispettore Derrick - serie TV, episodio "Un grido nella notte", regia di Günter Gräwert (1989) - Wossnitz/Hausmeister
- Hotel Paradies - serie TV, 2 episodi (1990)
- L'ispettore Derrick - serie TV, episodio "Judith", regia di Zbyněk Brynych (1990) - Prof. Laux
- L'ispettore Derrick - serie TV, episodio "Assolo per quattro", regia di Günter Gräwert (1990) - Alfons Koppel
- L'ispettore Derrick - serie TV, episodio "Dignità perduta", regia di Theodor Grädler (1991) - Gossmann
- Freunde fürs Leben - serie TV, 1 episodio (1992) - Paul Denzel
- Nervenkrieg - film TV (1993) - Gustav Sander
- Café Meineid - serie TV, 1 episodio (1993)
- L'ispettore Derrick - serie TV, episodio "La requistoria", regia di Theodor Grädler (1994) - Rudolf Lakonda
- Un caso per Schwarz (Schwarz greift ein) - serie TV, 40 episodi (1994-1999) - Konrad Hellmann
- L'ispettore Derrick - serie TV, episodio "Persone perbene", regia di Theodor Grädler (1995) - sacerdote
- Lady Cop - serie TV, 1 episodio (1996)
- Squadra Speciale Cobra 11 - serie TV, 1 episodio (1997) - Grünberg
- L'ispettore Derrick - serie TV, episodio "La leggenda di Kokopelli", regia di Horst Tappert (1997) - Kruse
- Dr. Sommerfeld - Neues vom Bülowbogen - serie TV, 1 episodio (1997)
- Siska - serie TV, 1 episodio (2004)
- 14º Distretto (Großstadtrevier) - serie TV, 1 episodio (2004)
- Il commissario Herzog (Der Alte) - serie TV, 1 episodio (2005) - Franz Costard
- In aller Freundschaft - serie TV, 1 episodio (2008) - Arnulf Mersburg